# Mons André

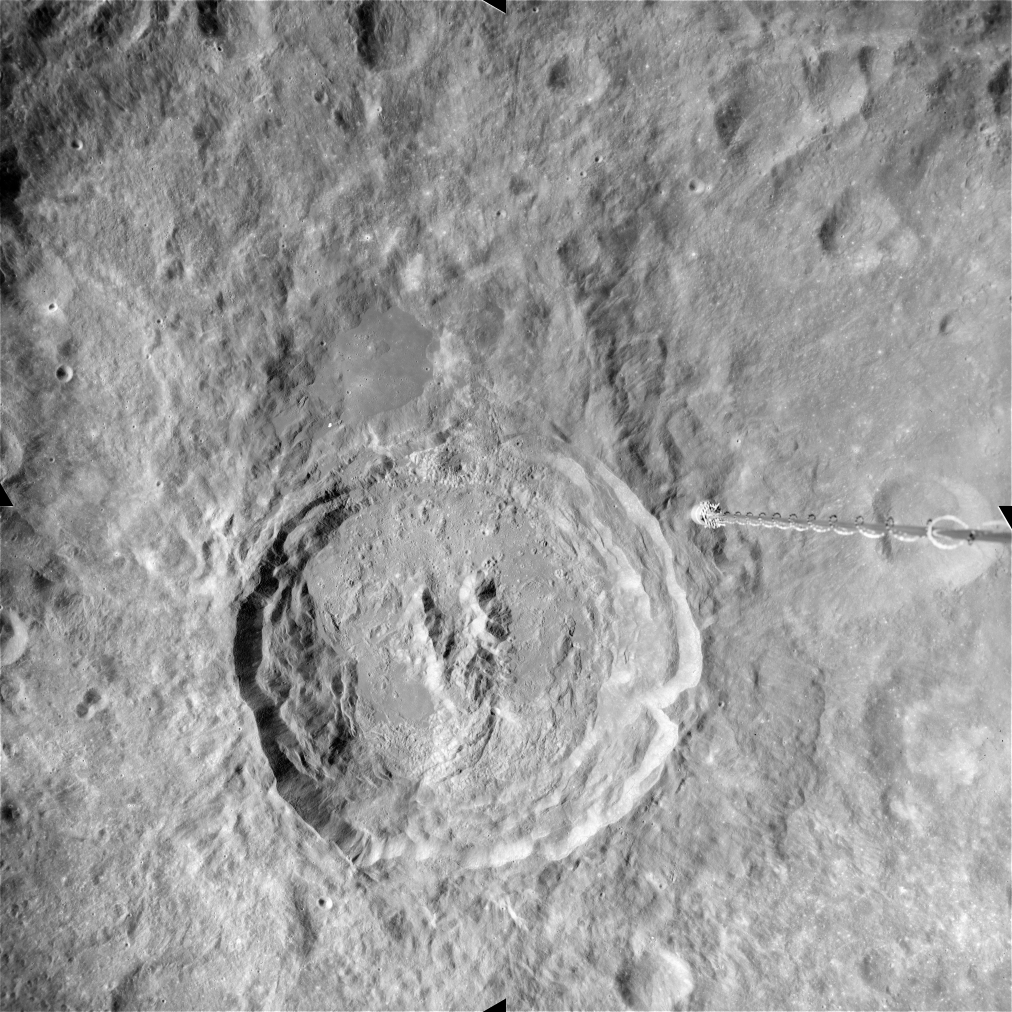
Kráter King. Hora Mons André se nachází v centrálním pohoří.

Mons André je hora nacházející se uvnitř kráteru King (společně s dalšími vrcholy Mons Dilip, Mons Ardeshir, Mons Dieter, Mons Ganau) na odvrácené straně Měsíce. Leží v centrálním pohoří kráteru. Průměr základny je cca 10 km, střední selenografické souřadnice jsou 5,2° S, 120,6° V, pojmenována je podle francouzského mužského jména André.